# Karel Vácha
Karel Vácha (* 2. August 1970 in České Budějovice) ist ein ehemaliger tschechischer Fußballspieler.

## Karriere
Karel Vácha begann mit dem Fußballspielen in Hluboká nad Vltavou, mit 15 Jahren wechselte er zu Dynamo České Budějovice. Zwischen 1989 und 1991 leistete er bei RH (später in SKP umbenannt) Sušice seinen Armeedienst ab und kehrte anschließend nach České Budějovice zurück. Dort wurde der Stürmer gleich eine feste Größe in der Erstligamannschaft. Nach elf Toren in 23 Spielen in der Saison 1995/96 wurde er vom damaligen Tschechischen Meister Slavia Prag verpflichtet und konnte mit 14 Toren in der Spielzeit 1996/97 die Erwartungen erfüllen.
Am 6. September kam Vácha zu seinem ersten Einsatz für die Tschechische Fußballnationalmannschaft, im Spiel gegen die Färöer in Toftir wurde er in der 55. Minute für Pavel Kuka eingewechselt. Was wie der Beginn einer großartigen Karriere aussah, war jedoch schon der Höhepunkt für den technisch herausragenden, aber wenig robusten Stürmer. Er schoss in dieser Saison nur noch sechs Tore, und als im Sommer 1998 Jaroslav Hřebík neuer Trainer bei Slavia wurde, landete der Torjäger auf der Ersatzbank. Sein ehemaliger Trainer bei Slavia František Cipro holte ihn im Herbst zu Tirol Innsbruck in die österreichische Bundesliga, wo er aber nicht mehr zu alter Form zurückfand. 1999 wechselte Vácha zu seinem alten Verein SK České Budějovice, bei dem er im Sommer 2001 einen Abstieg in die 2. Liga miterleben musste. Anfang 2003 versuchte es der Tscheche in der benachbarten Slowakei beim FC Petržalka 1898, wo er zunächst regelmäßig spielte, später aber kaum noch zum Einsatz kam.
Im Sommer 2004 kehrte Vácha dorthin zurück, wo seine Karriere begonnen hatte, nach Hluboká nad Vltavou in die 5. tschechische Liga. In der Saison 2005/06 arbeitete er auch als Assistenztrainer von František Cipro bei Dynamo České Budějovice.
Mit 54 Erstligatoren ist Karel Vácha der bisher erfolgreichste Torschütze von Dynamo České Budějovice.

### Erfolge
- Tschechischer Pokalsieger 1997